# 光井一彦
光井 一彦（みつい かずひこ、1941年4月28日 - ）は、実業家。宇部マテリアルズ相談役。山口県出身。

## 経歴・人物
1941年4月28日、山口県に生まれる。山口大学工学部を卒業。同年4月宇部興産（現・UBE）に入社。1997年(平成9年)4月、同社科学・樹脂事業本部ケミカル生産統括部長。同年6月、同社取締役、化学・樹脂事業本部ケミカル生産統括部長。1999年(平成11年)6月、同社常務取締役、化学・樹脂事業本部機能性材料事業部長。2001年(平成13年)6月、同社専務執行役員、化学・樹脂セグメントCOO兼次世代事業開発担当。2002年(平成14年)10月、宇部マテリアルズ特別顧問に就任。2003年(平成15年)6月、代表取締役社長。2007年(平成19年)6月、取締役相談役に就任。